# Elophila radiospinula
Elophila radiospinula is een vlinder uit de familie van de grasmotten (Crambidae), uit de onderfamilie van de Acentropinae. De wetenschappelijke naam van deze soort is voor het eerst gepubliceerd in 2010 door Fuqiang Chen, Chunsheng Wu en Dayong Xue.
De spanwijdte bedraagt 21 tot 22 millimeter.
De soort komt voor in China (Sichuan).